# Скляр Олександр Феліксович
Олександр Феліксович Скляр (нар.. 7 березня 1958 року, Москва) — радянський і російський музикант, автор пісень, радіоведучий, актор. Засновник і лідер групи «Ва-БанкЪ», Заслужений артист Російської Федерації (2015). Організатор і натхненник фестивалю альтернативної музики «Вчіться плавати».
Внесений до бази «Миротворець», як пособник терористів. Він незаконно перетинав державний кордон України, підтримував та популяризував терористичні організації ЛДНР в Європі.

## Біографія
Навчався в школі № 45 імені Л. В. Мільграма. Під час навчання активно займався спортом, зокрема волейболом, футболом, карате, плаванням (отримав перший розряд) та гірськими лижами. Але після перелому ноги, отриманого під час тренувань, пролежавши два місяці в гіпсі, вирішив піти зі спорту. У 1975 році закінчив школу відмінником і з першого разу вступив до МДІМВ на факультет міжнародних економічних відносин, набравши 22 бали (прохідний — 21).
У 1979 році закінчив Московський державний інститут міжнвародних відносин. З 1980 року по 1985 рік працював дипломатом у КНДР. В перший рік своєї дипломатичної діяльності працював секретарем-референтом в консульському відділі радянського посольства. В останні роки служби працював у провінційному місті Чондин в ранзі аташе.
Згідно з поширеною легендою, залишив кар'єру дипломата, щоб професійно займатися музикою. Він написав заяву про звільнення на двох сторінках і причиною свого уходу назвав вступ до консерваторії. Зізнатися, що справжньою причиною було рішення зайнятися рок-музикою, він не зважився. Як стверджує журналіст Володимир Марочкін, Скляр залишив кар'єру дипломата не з власної волі, а був відправлений додому за те, що на одному вечорі відпочинку заспівав під гітару білогвардійські пісні.
Музичну кар'єру починав гітаристом груп Василя Шумова «777» і «Центр». Потім, у 1986 році, створив власний проект «Ва-Банкъ». В середині 1990-х років паралельно почав сольну кар'єру. Олександр Скляр пробував себе і в літературі: у 1991 році в співавторстві з Романом Канушкіним він випустив дитячу книгу «Петрович і Патапум в Чарівному Лабіринті».
Також неодноразово виступав у ролі телеведучого. У телесезоні 2007-2008 років Олександр Скляр пробує себе як телеведучий передачі «Інше кіно. Страх» на ТБ-3. В ній музикант згадує найстрашніші фільми і розмірковує про людські фобії. В іншій програмі — «Фатальна ніч» на каналі «Культура» — він коментує концерти корифеїв рок-н-ролу.

## Творчість
В кінці 1970-х років, до поїздки в Корею, Олександр Скляр грав на гітарі в групі Василя Шумова «777». Після повернення з Кореї в 1985 році він приєднався до наступної групи Шумова «Центр», і брав участь у записі її альбому «Ознаки життя».
Відомим Олександр Скляр став як лідер групи «Ва-Банкъ», яку він створив у Москві в червні 1986 року.
У 1987 році група «Ва-Банкъ» брала участь у «Рок-панорамі», на наступний рік провела турне по Фінляндії, записала там альбом «VA-BANK» (англійською мовою), виступала в Норвегії. А в 1989 році вона гастролювала по Європі. З 1987 року група «Ва-Банкъ» — в числі кращих альтернативних російських команд.
У 1991 році група виступила на фестивалі «Рок проти терору» — разом з «Алісою», «ДДТ», «Бригадою З». Тоді ж у Литві вийшов альбом «Випий мене», записаний за 10 днів в московському ДК Русакова. Тоді ж на «Радіо Максимум» з'явилася авторська програма Олександра Скляра «Вчіться плавати», пізніше поновлена на «Радіо Станція-2000».
Довгі роки він очолював рух «Вчіться плавати», що пропагує здоровий спосіб життя, і вів передачі на відомих радіостанціях. За успіхи у розвитку руху «Вчіться плавати» Олександр Скляр був названий журналом «ОМ» в числі п'ятдесяти людей, що вплинули на масову культуру 1990-х, в одному ряду з Михайлом Горбачовим та Андрієм Кончаловським.
У 1995 році за опитуванням «Радіо Максимум» пісня «Ельдорадо» увійшла до числа 50 кращих пісень року. Тоді ж за московським клубам пройшов тур Олександра Скляра і Гаріка Сукачова «Боцман і Бродяга». За спеціальним запрошенням група «Ва-Банкъ» побувала у Празі, де взяла участь у спільному концерті з легендою англійської панк-року «UK Subs». В кінці 1999 року вийшов новий альбом групи «Ва-банкъ» — «Нижня Тундра», створений за участю Віктора Пелевіна.
У сольних альбомах «ва-банківського періоду» було тісне співробітництво з письменником Євгеном Головіним, який написав багато текстів пісень.
Співак любить змінювати образи й дивувати шанувальників. Так, у кліпі на пісню «Люба-бабавая» з останнього альбому «Вася-совість», Олександр Скляр постав в образі «блондинки».
Олександр Скляр здійснив спільні проекти зі співачкою Іриною Богушевскою та солістом групи «Агата Крісті» Глібом Самойловим.
У березні 2014 року порушив державний кордон України, щоб виступити на концерті в Севастополі на підтримку референдуму про статус Криму в рамках акції «Солдатське серце». На запрошення Захара Прілепіна дав декілька концертів для учасників військових формувань в окупованому Луганську в жовтні 2014 року.
У 2022 році виступили з концертом у марафоні «Za Россию» на підтримку російського вторгнення в Україну.

## Участь у телепроєкті
Три рази взяв участь у телегрі Форт Боярд (російська телеверсія) в 2003 і 2006 році:
- Інші учасники команди: Ксенія Алфьорова, Олександр Домогаров, Юлія Чичеріна, Андрій Медведєв і Віктор Раков. Виграш
- Інші учасники команди: Ольга Будіна, Катерина Коновалова, Тетяна Лазарєва, Олександр Домогаров і В'ячеслав Грунський. Виграш
- Інші учасники команди: Олег Скрипка, Петро Скляр та Альона Свиридова. Програш

## Дискографія

### Сольна дискографія
- 1998 — «По напрямку до танго»
- 2002 — «Відьми і стерви»
- 2004 — «ДендиДиана»
- 2007 — «Місто Х»[13][14]
- 2008 — «Пісні моряків»
- 2010 — «Пісні моряків. Частина 2»
- 2011 — «Вася-Совість»
- 2012 — «Русское солнце» (пісні Олександра Вертинського)
- 2013 — «Слово і діло. Улюблені пісні Васі-Совість»
- 2015 — «Роки і пісні. Краще»
- 2016 — «Яструб» (Скляр і «Ва-Банкъ»)

### Спільні проекти
- 1995 — «Боцман і Бродяга» (з Гаріком Сукачовим)
- 1997 — «Циганський рок-н-рол» (з «Братами Перловими»)
- 2000 — «Бразильський крейсер. Дивні пісні А. Н. Вертинського» (з Іриною Богушевской)
- 2005-2007 — «Ракель Меллер — Прощальний вечеря» (з Глібом Самойловим)

### Участь у запису
- 1985 — «Центр» — «Ознаки життя»
- 1987 — «ДК» — «До основанья, а затем»
- 2003 — «Тайм-Аут» — «Мотологический Новий рік. Нам 15½ років»
- 2014 — «Мій Висоцький». Триб'ют Володимиру Висоцькому у виконанні Гаріка Сукачова. У записі взяли участь Сергій Галанін, Олександр Ф. Скляр, Павло Кузін та інші[15].

### Аудіокниги
- 2005 — Віктор Пелевін. «Шолом жаху» (спільно з Леонідом Володарським, Марією Голубкіної, Олексієм Колганом, Сергієм Фроловим, Рафаелем Сафіним, Тіною Канделакі, Юлія Рутберг, Миколою Фоменко (Видавничий Дім «Союз»)).
- 2006 — Міямото Мусасі. «Книга п'яти кілець».
- 2006 — Віктор Пелевін. «Чапаєв і Порожнеча».
- 2006 — Такуан Сохо. «Листи Майстра Дзен Майстра фехтування»
- 2008 — Ф. Кафка. «Перетворення» (спільно з колективом Антона Горбунова).

## Фільмографія
1. 2001 — «Гіпноз» (в рамках проекту «Чорна кімната»)
2. 2002 — «Шосе Ентузіастів» — вбивця
3. 2004 — «МУР є МУР» — Костя Крюков
4. 2006 — «День перемоги» — афганець
5. 2007 — «Остання репродукція» — слідчий прокуратури Гаєв
6. 2008 — «Закриті простори» — психотерапевт Дворників
7. 2009 — «Ділки»
8. 2010 — «На дотик» — музикант.

### Книги
1. 2014 — «В поисках Эльдорадо»[16]. Эксмо, 400 с. ISBN 978-5-699-70634-1 (рос.)

### У співавторстві
1. 1991 — «Петрович и Патапум в волшебном лабиринте». Культурно-коммерческий клуб «!Бекас», 24 с. ISBN 5-7340-0001-9 (рос.)
2. 1992 — «Большое космическое путешествие Петровича и Патапума». Культурно-коммерческий клуб «!Бекас», 32 с. ISBN 5-7340-0002-7 (рос.)
3. 1992 — «Петрович и Патапум на острове пиратов». Культурно-коммерческий клуб «!Бекас», 32 с. ISBN 5-7340-0003-5 (рос.)
4. 1993 — «Петрович и Патапум в стране привидений». АБклуб, АСТ-Пресс, 166 с. ISBN 5-88196-129-3 (рос.)
5. 2002 — «Приключения Петровича и Патапума». Астрель, Оникс 21 век, 256 с. ISBN 5-17-008701-2 (рос.)